# Stephan Mussil
Stephan Mussil (* 16. Juli 1952 in Wien) ist ein österreichischer Kameramann.

## Biografie
Mussil wurde am 16. Juli 1952 als Sohn von Herbert Waldemar und Hertha Mussil (geb. Vukovits) geboren. Nach dem Besuch des Gymnasiums studierte Mussil an der Höheren Graphischen Bundes-Lehr- und Versuchsanstalt in Wien – Abteilung Photographie und Film (bei den Professoren Hartmann und Schwingenschlögl). Danach entstanden die Arbeiten "Netzhauttöter" (1970), "Vasarely" (1971) und "Bazooka" (1972).
1972 war er Mitbegründer der Graphiennale. Später absolvierte er an der Fachhochschule Bielefeld im Fachbereich Gestaltung Fotodesign (bei den Professoren Karl Martin Holzhäuser und Gottfried Jäger) und Malerei. Es folgten diverse Ausstellungen von Malerei und fotografischen Arbeiten. Ferner arbeitete er als Werbefotograf. Von 1974 bis 1981 war er zudem beim ORF angestellt.
1982 gründete er die Stephan Mussil Filmproduktion. Er drehte zahlreiche Dokumentar-, Werbe-, Industrie- und Spielfilme sowie Musikvideos und nahm nebenbei mehrere Lehrtätigkeiten wahr.
Mussil ist mit Bigi Egger verheiratet und Vater von zwei Kindern, Joseph (* 1981) und Jakob (* 1983). Er ist Mitglied des Wiener Künstlerhauses, im Verband österreichischer Kameraleute und im Berufsverband Kinematografie.

## Arbeiten
Mussil versteht die Kamera nicht nur als technisches, sondern vielmehr als psychologisches Instrument. Demzufolge sind der Dialog zwischen den Protagonisten und der Kamera, Prozesse und Choreografisches in einer Einstellung ebenso wichtig wie das Handwerkliche und Künstlerische, beispielsweise Licht, Perspektive, Brennweite, Schwenk-Rhythmus und Bildausschnitt.

### Fotoausstellungen
- 2006 "Spurensuche – Begehungen", Kreuzgang des Klosters Pernegg
- 2007 "Spurensuche – Begehungen", Süd Länder, Wien
- 2010 "Ausseer Landschaften", Seewiesn, Altaussee
- 2010 "Ausseer Landschaften", Kurhaus Bad Aussee
- 2011 "Kurt Girk", Theater am Spittelberg, Wien
- 2013 "Stephans Vietnam", Viennas Vietnam, Wien
- 2013 "Blick ins Ausseerland", Buchhandlung Buch & Boot, Altaussee

## Auszeichnungen
- Diverse Preise Auszeichnungen und Nominierungen im In- und Ausland (z. B. Cift, Goldener Kader, Staatspreise usw.) und
- 1992 & 2017: Romy (Beste Kamera 1992, Beste Fernsehdokumentation 2017)
- 2004, 2005, 2006: "Gold Camera Award" Los Angeles[1]
- 2006 "The Wild and the West" Winner of Wild Screen Festival: PARTHENON ENTERTAINMENT AWARD FOR INNOVATION[2]
- 2006 "City Dance" Winner of the 18th “Festival of Festivals” for the world’s best tourism film of the year[3]
- 2007 "The Wild and the West" New York Filmfestivals: Gold Award
- 2007 „Wild ist der Weste(r)n“ Green Screen Naturfilmfestival, Eckernförde, Deutschland: Beste Bildgestaltung[4]
- 2008 "The Vienna Collection" INTERNATIONALEN WIRTSCHAFTSFILMTAGE WIEN "Grand Prix Victoria"
- 2009 "The Karst: Life Between Heaven and Hell" CINE Golden Eagle Award
- 2009 "Death at Dawn: The Emperor's Last Battleship" CINE Golden Eagle Award
- 2010 "Discover The Variety Of Austria / Summer" Prix Victoria Silver
- 2011 "ON LOCATION VIENNA" Cannes Corporate Media&TV Award
- 2012 "SUMMER CAMP LITZLBERG" The 45th Annual WorldFest-Houston Remi Award - SILVER